# Корнеліу Робе
Корнеліу Робе (рум. Corneliu Robe, 23 травня 1908, Бухарест, Румунія — 4 січня 1969, там само) — румунський футболіст, що грав на позиції півзахисника, зокрема, за клуби «Олімпія» (Бухарест) та «Униря-Триколор», а також національну збірну Румунії.

## Клубна кар'єра
У футболі дебютував 1925 року виступами за команду «Олімпія» з Бухареста, в якій провів сім сезонів. 
1932 року перейшов до клубу «Униря-Триколор», за який відіграв 5 сезонів. Завершив професійну кар'єру футболіста у 1937 році.

## Виступи за збірну
1930 року дебютував в офіційних матчах у складі національної збірної Румунії. Протягом кар'єри у національній команді, яка тривала 6 років, провів у її формі 14 матчів.
У складі збірної був учасником чемпіонату світу 1930 року в Уругваї, де пропустив першу гру проти Перу (3:1), а в другій зіграв проти Уругваю (0:4)

### Матчі в складі збірної
ЧС-1930
1. (1) 21.07.1930. Монтевідео. Уругвай 4:0 Румунія

Балканський кубок 1929-1931
1. (2) 28.06.1931. Загреб. Югославія 2:4 Румунія

Кубок Центральної Європи для аматорів 1931-1934
1. (3) 20.09.1931. Орадя. Румунія 4:1 Чехословаччина
2. (4) 5.08.1932. Бухарест. Румунія 4:1 Австрія
3. (11) 25.03.1934. Пардубіце. Чехословаччина 2:2 Румунія

Балканський кубок 1932
1. (5) 26.06.1932. Белград. Болгарія 2:0 Румунія
2. (6) 28.06.1932. Белград. Греція 0:3 Румунія
3. (7) 3.07.1932. Белград. Югославія 3:1 Румунія

Балканський кубок 1933
1. (9) 04.06.1933. Бухарест. Румунія 7:0 Болгарія
2. (10) 08.06.1933. Бухарест. Румунія 1:0 Греція

Балканський кубок 1934-1935
1. (12) 27.12.1934. Афіни. Греція 2:2 Румунія
2. (13) 30.12.1934. Афіни. Болгарія 2:3 Румунія
3. (14) 01.01.1935. Афіни. Румунія 0:4 Югославія

Товариський матч
1. (8) 2.10.1932. Бухарест. Румунія 0:5 Польща

Помер 4 січня 1969 року на 61-му році життя у місті Бухарест.